# 미성년 (2014년 영화)
"미성년"은 2014년에 제작한 대한민국의 영화이자 제15회 전주국제영화제 출품작이다.

## 줄거리
유일한 가족이자 무당이었던 엄마를 잃은 소진에게 실종된 아이를 찾아달라는 남자가 찾아온다. 점을 봐달라며 매달리는 남자를 피해 들어간 창고에서 소진은 또 다른 낯선 남자와 마주친다. 현실과 허구가 교차하고 산 자와 죽은 자가 공존하는 기이한 장면의 연쇄가 시적인 분위기를 끌어낸다.

## 캐스팅
- 박주희 - 소진 / 연주 역
- 권율 - 연우 역
- 정희태 - 정장 사내 역
- 안재홍 - 태식 역